# Großenheidorn
Großenheidorn este o localitate de pe malul lacului Steinhuder Meer, care aparține de orașul Wunstorf, landul Saxonia Inferioară, Germania.